# A' Katīgoria 2024-2025
La A' Katīgoria 2024-2025 (in greco Πρωτάθλημα Α' Κατηγορίας) è stata l'86ª edizione della massima serie del campionato cipriota di calcio, iniziata il 23 agosto 2024 e terminata il 18 maggio 2025.
L'APOEL era la squadra campione in carica. Il Pafos si è laureato campione per la prima volta nella propria storia.

## Stagione

### Novità
Dalla stagione precedente sono retrocesse Doxa Katōkopias, Othellos Athīainou e AEZ Zakakiou, ultime tre classificate del gruppo retrocessione. Al loro posto, dalla Seconda Divisione sono stati promossi

### Formula
Le 14 squadre partecipanti si affrontano in un girone all'italiana con partite di andata e ritorno, per un totale di 26 giornate.
Al termine della Prima Fase le prime 6 classificate partecipano alla poule scudetto, affrontandosi in un girone all'italiana con partite di andata e ritorno, per un totale di 10 giornate. Le squadre mantengono il punteggio guadagnato durante la stagione regolare. La squadra prima classificata è campione di Cipro e si qualifica per la UEFA Champions League 2025-2026 insieme con la seconda, mentre terza e quarta classificata si qualificanoper la UEFA Conference League 2025-2026; infine la vincente della Coppa di Cipro si qualifica per la UEFA Europa League 2025-2026.
Le squadre classificate dal 7º al 14º posto partecipano alla poule retrocessione, affrontandosi in un girone all'italiana con partite di andata e ritorno, per un totale di 14 giornate. Le squadre mantengono il punteggio guadagnato durante la stagione regolare. Le ultime tre squadre classificate retrocedono in Seconda Divisione.

## Squadre partecipanti
| Club              | Città          | Stadio                                | Stagione precedente |
| ----------------- | -------------- | ------------------------------------- | ------------------- |
| AEK Larnaca       | Larnaca        | AEK Arena - Georgios Karapatakis      | 2° in A' Katīgoria  |
| AEL Limassol      | Limassol       | Stadio Tsirion                        | 8° in A' Katīgoria  |
| Anorthōsis        | Larnaca        | Stadio Antōnīs Papadopoulos (Larnaca) | 6° in A' Katīgoria  |
| APOEL             | Nicosia        | Stadio Neo GSP                        | Campione di Cipro   |
| Apollōn Limassol  | Limassol       | Stadio Tsirion                        | 7° in A' Katīgoria  |
| Arīs Limassol     | Limassol       | Stadio Tsirion                        | 4° in A' Katīgoria  |
| EN Paralimni      | Paralimni      | Stadio Tasos Markou                   | Seconda Divisione   |
| Ethnikos Achnas   | Achna          | Stadio Dasaki                         | 10° in A' Katīgoria |
| Karmiōtissa       | Kato Polemidia | Dimotiko Stadio                       | 11° in A' Katīgoria |
| Nea Salamis       | Larnaca        | Stadio Ammochōstos Epistrofī          | 9° in A' Katīgoria  |
| Omonia            | Nicosia        | Stadio Neo GSP                        | 3° in A' Katīgoria  |
| Omonia 29is Maiou | Nicosia        | Stadio Makario                        | Seconda Divisione   |
| Omonia Aradippou  | Aradippou      | Stadio Antōnīs Papadopoulos           | Seconda Divisione   |
| Pafos             | Pafo           | Stadio Stelios Kyriakides             | 5° in A' Katīgoria  |

## Stagione regolare

### Classifica finale
|  | Pos. | Squadra           | Pt | G  | V  | N  | P  | GF | GS | DR  |
|  | ---- | ----------------- | -- | -- | -- | -- | -- | -- | -- | --- |
|  | 1.   | Pafos             | 62 | 26 | 20 | 2  | 4  | 50 | 12 | +38 |
|  | 2.   | Arīs Limassol     | 61 | 26 | 18 | 7  | 1  | 53 | 15 | +38 |
|  | 3.   | AEK Larnaca       | 54 | 26 | 16 | 6  | 4  | 45 | 21 | +24 |
|  | 4.   | Omonia            | 52 | 26 | 16 | 4  | 6  | 53 | 26 | +27 |
|  | 5.   | APOEL             | 43 | 26 | 12 | 7  | 7  | 52 | 25 | +27 |
|  | 6.   | Apollōn Limassol  | 40 | 26 | 11 | 7  | 8  | 26 | 21 | +5  |
|  | 7.   | Anorthōsis        | 37 | 26 | 10 | 7  | 9  | 33 | 32 | +1  |
|  | 8.   | Ethnikos Achnas   | 29 | 26 | 6  | 11 | 9  | 31 | 40 | -9  |
|  | 9.   | Karmiōtissa       | 27 | 26 | 7  | 6  | 13 | 25 | 50 | -25 |
|  | 10.  | Omonia Aradippou  | 26 | 26 | 7  | 5  | 14 | 23 | 49 | -26 |
|  | 11.  | AEL Limassol      | 24 | 26 | 6  | 6  | 14 | 26 | 46 | -20 |
|  | 12.  | EN Paralimni      | 19 | 26 | 5  | 4  | 17 | 18 | 41 | -23 |
|  | 13.  | Nea Salamis       | 17 | 26 | 4  | 5  | 17 | 22 | 52 | -30 |
|  | 14.  | Omonia 29is Maiou | 14 | 26 | 3  | 5  | 18 | 19 | 46 | -27 |

Legenda:
      Ammesse alla poule scudetto
      Ammesse alla poule retrocessione
Regolamento:
Tre punti a vittoria, uno a pareggio, zero a sconfitta.
Note:

## Poule scudetto

### Classifica finale
|                  | Pos. | Squadra          | Pt | G  | V  | N  | P  | GF | GS | DR  |
| ---------------- | ---- | ---------------- | -- | -- | -- | -- | -- | -- | -- | --- |
| Cipro (bandiera) | 1.   | Pafos            | 82 | 36 | 26 | 4  | 6  | 67 | 21 | +46 |
|                  | 2.   | Arīs Limassol    | 75 | 36 | 22 | 9  | 5  | 66 | 31 | +35 |
|                  | 3.   | Omonia           | 68 | 36 | 20 | 8  | 8  | 69 | 40 | +29 |
|                  | 4.   | AEK Larnaca      | 68 | 36 | 19 | 11 | 6  | 58 | 30 | +28 |
|                  | 5.   | APOEL            | 53 | 36 | 14 | 11 | 11 | 59 | 36 | +23 |
|                  | 6.   | Apollōn Limassol | 46 | 36 | 12 | 10 | 14 | 37 | 39 | -2  |

Legenda:
      Campione di Cipro e ammessa alla UEFA Champions League 2025-2026
      Ammesse alla UEFA Conference League 2025-2026
      Ammessa alla UEFA Europa League 2025-2026
Regolamento:
Tre punti a vittoria, uno a pareggio, zero a sconfitta.

## Poule retrocessione

### Classifica finale
|  | Pos. | Squadra           | Pt | G  | V  | N  | P  | GF | GS | DR  |
|  | ---- | ----------------- | -- | -- | -- | -- | -- | -- | -- | --- |
|  | 7.   | Anorthōsis        | 52 | 33 | 15 | 7  | 11 | 50 | 42 | +8  |
|  | 8.   | AEL Limassol      | 39 | 33 | 11 | 6  | 16 | 38 | 53 | -15 |
|  | 9.   | Ethnikos Achnas   | 39 | 33 | 9  | 12 | 12 | 44 | 53 | -9  |
|  | 10.  | Omonia Aradippou  | 35 | 33 | 10 | 5  | 18 | 32 | 58 | -26 |
|  | 11.  | EN Paralimni      | 35 | 33 | 10 | 5  | 18 | 31 | 48 | -17 |
|  | 12.  | Karmiōtissa       | 34 | 33 | 9  | 7  | 17 | 30 | 57 | -27 |
|  | 13.  | Nea Salamis       | 26 | 33 | 6  | 8  | 19 | 31 | 62 | -31 |
|  | 14.  | Omonia 29is Maiou | 14 | 33 | 3  | 5  | 25 | 23 | 65 | -42 |

Legenda:
      Retrocesse in Seconda Divisione 2025-2026
Regolamento:
Tre punti a vittoria, uno a pareggio, zero a sconfitta.